# Wildfrauenhöhle
Wildfrauenhöhle är en grotta i Österrike. Den ligger i distriktet Kirchdorf och förbundslandet Oberösterreich, i den centrala delen av landet.
Den högsta punkten i närheten är Frauenmauer, 1 843 meter över havet, direkt sydväst om Wildfrauenhöhle. Närmaste större samhälle är Spital am Pyhrn, norr om Wildfrauenhöhle
I omgivningarna runt Wildfrauenhöhle växer i huvudsak gräsmarker. Runt Wildfrauenhöhle är det ganska glesbefolkat, med 25 invånare per kvadratkilometer.